# Peter Perdue
Peter Perdue (* 1949) ist ein US-amerikanischer Historiker und Hochschullehrer.
Nach seiner Schulausbildung studierte Perdue Geschichte. Er erreichte den B.A., M.A. und Ph.D. an der Harvard University. Perdue ist als T. T. and Wei Fong Chao Professor of Asian Civilizations sowie Professor of History am Massachusetts Institute of Technology tätig. Perdue verfasste zahlreiche Artikel und schrieb 1987 das Buch Exhausting the Earth: State and Peasant in Hunan 1500-1850 A.D. sowie 2005 das Buch China Marches West: The Qing Conquest of Central Eurasia. Er gilt als Experte chinesischer und japanischer Geschichte.
Seit 2007 ist er Mitglied der American Academy of Arts and Sciences.

## Schriften
- Exhausting the Earth. State and Peasant in Hunan, 1500–1850 (= Harvard East Asian Monographs. Vol. 130). Harvard University Press, Cambridge MA u. a. 1987, ISBN 0-674-27504-7.
- China marches west. The Qing conquest of Central Eurasia. Belknap Press of Harvard University Press, Cambridge MA u. a. 2005, ISBN 0-674-01684-X.

## Auszeichnungen und Ehrungen
- 1988: Edgerton Award